# Canton du Cœur de Béarn
Le canton du Cœur de Béarn est une circonscription électorale française du département des Pyrénées-Atlantiques.

## Histoire
Un nouveau découpage territorial des Pyrénées-Atlantiques entre en vigueur à l'occasion des élections départementales de 2015. Il est défini par le décret du 25 février 2014, en application des lois du 17 mai 2013 (loi organique 2013-402 et loi 2013-403). Les conseillers départementaux sont, à compter de ces élections, élus au scrutin majoritaire binominal mixte. Les électeurs de chaque canton élisent au Conseil départemental, nouvelle appellation du Conseil général, deux membres de sexe différent, qui se présentent en binôme de candidats. Les conseillers départementaux sont élus pour 6 ans au scrutin binominal majoritaire à deux tours, l'accès au second tour nécessitant 12,5 % des inscrits au 1er tour. En outre la totalité des conseillers départementaux est renouvelée. Ce nouveau mode de scrutin nécessite un redécoupage des cantons dont le nombre est divisé par deux avec arrondi à l'unité impaire supérieure si ce nombre n'est pas entier impair, assorti de conditions de seuils minimaux. Dans les Pyrénées-Atlantiques, le nombre de cantons passe ainsi de 52 à 27.
Le canton du Cœur de Béarn est formé de communes des anciens cantons de Lagor (15 communes), de Monein (8 communes), de Navarrenx (21 communes), d'Oloron-Sainte-Marie-Est (1 commune), de Saint-Palais (1 commune) et de Lasseube (1 commune). Avec ce redécoupage administratif, le territoire du canton s'affranchit des limites d'arrondissements, avec 15 communes incluses dans l'arrondissement de Pau et 31 dans l'arrondissement d'Oloron-Sainte-Marie. Le bureau centralisateur est situé à Mourenx.

## Représentation
| Période élective | Période élective | Mandat | Mandat   | Identité           | Nuance | Nuance | Qualité                                                                                              |
| ---------------- | ---------------- | ------ | -------- | ------------------ | ------ | ------ | --- |
| 2015             | 2021             | 2015   | 2021     | Nadine Lambert     |        | DVG    | Technicienne de l’intervention sociale et familiale, maire d'Araux (2008-2020)                       |
| 2015             | 2021             | 2015   | 2021     | Yves Salanave-Pehe |        | DVG    | Fonctionnaire, maire de Monein (2001-2020) Ancien conseiller général du Canton de Monein (2004-2015) |
| 2021             | 2028             | 2021   | en cours | Nadine Barthe      |        | DVG    | Conseillère sortante, maire de Navarrenx                                                             |
| 2021             | 2028             | 2021   | en cours | Yves Salanave-Péhé |        | DVG    | Conseiller sortant                                                                                   |

### Résultats détaillés

#### Élections de mars 2015
À l'issue du 1er tour des élections départementales de 2015, deux binômes sont en ballottage : Nadine Lambert et Yves Salanave-Pehe (DVG, 52,82 %) et Jean Baucou et Aurélie Gros (Union de la Droite, 34,26 %). Le taux de participation est de 51,17 % (11 061 votants sur 21 618 inscrits) contre 52,8 % au niveau départemental et 50,17 % au niveau national.
Au second tour, Nadine Lambert et Yves Salanave-Pehe (DVG) sont élus avec 62,41 % des suffrages exprimés et un taux de participation de 50,72 % (6 064 voix pour 10 953 votants et 21 597 inscrits).

#### Élections de juin 2021
Le premier tour des élections départementales de 2021 est marqué par un très faible taux de participation (33,26 % au niveau national). Dans le canton du Cœur de Béarn, ce taux de participation est de 39,74 % (8 475 votants sur 21 324 inscrits) contre 38,82 % au niveau départemental. À l'issue de ce premier tour, deux binômes sont en ballottage : Nadine Barthe et Yves Salanave-Péhé (DVG, 46,17 %) et Marie-Jo Nousty et Bernard Placé (Divers, 21,14 %).
Le second tour des élections est marqué une nouvelle fois par une abstention massive équivalente au premier tour. Les taux de participation sont de 34,36 % au niveau national, 40,13 % dans le département et 39,01 % dans le canton du Cœur de Béarn. Nadine Barthe et Yves Salanave-Péhé (DVG) sont élus avec 66,3 % des suffrages exprimés (5 045 voix pour 8 319 votants et 21 328 inscrits),,.

## Composition
Le canton du Cœur de Béarn comprend quarante-sept communes entières.
| Nom                             | Code Insee | Intercommunalité      | Superficie (km2) | Population (dernière pop. légale) | Densité (hab./km2) | Modifier                                    |
| ------------------------------- | ---------- | --------------------- | ---------------- | --------------------------------- | ------------------ | ------------------------------------------- |
| Mourenx (bureau centralisateur) | 64410      | CC de Lacq-Orthez     | 6,34             | 5 744 (2022)                      | 906                | modifier les données · modifier les données |
| Abidos                          | 64003      | CC de Lacq-Orthez     | 3,06             | 215 (2022)                        | 70                 | modifier les données · modifier les données |
| Abos                            | 64005      | CC de Lacq-Orthez     | 8,45             | 522 (2022)                        | 62                 | modifier les données · modifier les données |
| Angous                          | 64025      | CC du Béarn des Gaves | 6,22             | 94 (2022)                         | 15                 | modifier les données · modifier les données |
| Araujuzon                       | 64032      | CC du Béarn des Gaves | 6,92             | 185 (2022)                        | 27                 | modifier les données · modifier les données |
| Araux                           | 64033      | CC du Béarn des Gaves | 5,40             | 134 (2022)                        | 25                 | modifier les données · modifier les données |
| Audaux                          | 64075      | CC du Béarn des Gaves | 7,33             | 168 (2022)                        | 23                 | modifier les données · modifier les données |
| Bastanès                        | 64099      | CC du Béarn des Gaves | 5,26             | 96 (2022)                         | 18                 | modifier les données · modifier les données |
| Bésingrand                      | 64117      | CC de Lacq-Orthez     | 2,29             | 146 (2022)                        | 64                 | modifier les données · modifier les données |
| Biron                           | 64131      | CC de Lacq-Orthez     | 4,00             | 607 (2022)                        | 152                | modifier les données · modifier les données |
| Bugnein                         | 64149      | CC du Béarn des Gaves | 11,36            | 227 (2022)                        | 20                 | modifier les données · modifier les données |
| Cardesse                        | 64165      | CC de Lacq-Orthez     | 7,67             | 294 (2022)                        | 38                 | modifier les données · modifier les données |
| Castetnau-Camblong              | 64178      | CC du Béarn des Gaves | 11,37            | 456 (2022)                        | 40                 | modifier les données · modifier les données |
| Castetner                       | 64179      | CC de Lacq-Orthez     | 6,56             | 137 (2022)                        | 21                 | modifier les données · modifier les données |
| Charre                          | 64186      | CC du Béarn des Gaves | 11,41            | 220 (2022)                        | 19                 | modifier les données · modifier les données |
| Cuqueron                        | 64197      | CC de Lacq-Orthez     | 3,48             | 189 (2022)                        | 54                 | modifier les données · modifier les données |
| Dognen                          | 64201      | CC du Béarn des Gaves | 6,79             | 230 (2022)                        | 34                 | modifier les données · modifier les données |
| Gestas                          | 64242      | CC du Béarn des Gaves | 2,19             | 75 (2022)                         | 34                 | modifier les données · modifier les données |
| Gurs                            | 64253      | CC du Béarn des Gaves | 10,96            | 418 (2022)                        | 38                 | modifier les données · modifier les données |
| Jasses                          | 64281      | CC du Béarn des Gaves | 5,22             | 149 (2022)                        | 29                 | modifier les données · modifier les données |
| Laà-Mondrans                    | 64286      | CC de Lacq-Orthez     | 6,10             | 428 (2022)                        | 70                 | modifier les données · modifier les données |
| Lacommande                      | 64299      | CC de Lacq-Orthez     | 3,33             | 175 (2022)                        | 53                 | modifier les données · modifier les données |
| Lagor                           | 64301      | CC de Lacq-Orthez     | 20,97            | 1 134 (2022)                      | 54                 | modifier les données · modifier les données |
| Lahourcade                      | 64306      | CC de Lacq-Orthez     | 10,94            | 710 (2022)                        | 65                 | modifier les données · modifier les données |
| Lay-Lamidou                     | 64326      | CC du Béarn des Gaves | 5,47             | 126 (2022)                        | 23                 | modifier les données · modifier les données |
| Loubieng                        | 64349      | CC de Lacq-Orthez     | 23,43            | 493 (2022)                        | 21                 | modifier les données · modifier les données |
| Lucq-de-Béarn                   | 64359      | CC de Lacq-Orthez     | 48,77            | 926 (2022)                        | 19                 | modifier les données · modifier les données |
| Maslacq                         | 64367      | CC de Lacq-Orthez     | 13,33            | 888 (2022)                        | 67                 | modifier les données · modifier les données |
| Méritein                        | 64381      | CC du Béarn des Gaves | 6,90             | 279 (2022)                        | 40                 | modifier les données · modifier les données |
| Monein                          | 64393      | CC de Lacq-Orthez     | 80,84            | 4 436 (2022)                      | 55                 | modifier les données · modifier les données |
| Nabas                           | 64412      | CC du Béarn des Gaves | 6,40             | 84 (2022)                         | 13                 | modifier les données · modifier les données |
| Navarrenx                       | 64416      | CC du Béarn des Gaves | 6,21             | 1 046 (2022)                      | 168                | modifier les données · modifier les données |
| Noguères                        | 64418      | CC de Lacq-Orthez     | 1,95             | 125 (2022)                        | 64                 | modifier les données · modifier les données |
| Ogenne-Camptort                 | 64420      | CC du Béarn des Gaves | 11,81            | 242 (2022)                        | 20                 | modifier les données · modifier les données |
| Os-Marsillon                    | 64431      | CC de Lacq-Orthez     | 5,45             | 548 (2022)                        | 101                | modifier les données · modifier les données |
| Ozenx-Montestrucq               | 64440      | CC de Lacq-Orthez     | 16,34            | 378 (2022)                        | 23                 | modifier les données · modifier les données |
| Parbayse                        | 64442      | CC de Lacq-Orthez     | 6,46             | 321 (2022)                        | 50                 | modifier les données · modifier les données |
| Pardies                         | 64443      | CC de Lacq-Orthez     | 5,82             | 920 (2022)                        | 158                | modifier les données · modifier les données |
| Préchacq-Navarrenx              | 64459      | CC du Béarn des Gaves | 5,10             | 179 (2022)                        | 35                 | modifier les données · modifier les données |
| Rivehaute                       | 64466      | CC du Béarn des Gaves | 8,41             | 271 (2022)                        | 32                 | modifier les données · modifier les données |
| Sarpourenx                      | 64505      | CC de Lacq-Orthez     | 3,35             | 290 (2022)                        | 87                 | modifier les données · modifier les données |
| Sauvelade                       | 64512      | CC de Lacq-Orthez     | 11,86            | 276 (2022)                        | 23                 | modifier les données · modifier les données |
| Sus                             | 64529      | CC du Béarn des Gaves | 11,50            | 383 (2022)                        | 33                 | modifier les données · modifier les données |
| Susmiou                         | 64530      | CC du Béarn des Gaves | 3,50             | 351 (2022)                        | 100                | modifier les données · modifier les données |
| Tarsacq                         | 64535      | CC de Lacq-Orthez     | 4,23             | 543 (2022)                        | 128                | modifier les données · modifier les données |
| Viellenave-de-Navarrenx         | 64555      | CC du Béarn des Gaves | 5,68             | 162 (2022)                        | 29                 | modifier les données · modifier les données |
| Vielleségure                    | 64556      | CC de Lacq-Orthez     | 14,31            | 381 (2022)                        | 27                 | modifier les données · modifier les données |
| Canton du Cœur de Béarn         | 6409       |                       | 480,74           | 26 401 (2022)                     | 55                 | modifier les données                        |

## Démographie
En 2022, le canton comptait 26 401 habitants, en évolution de −3,29 % par rapport à 2016 (Pyrénées-Atlantiques : +3,78 %, France hors Mayotte : +2,11 %).
| 2013   | 2018   | 2022   |
| ------ | ------ | ------ |
| 27 427 | 27 107 | 26 401 |